# Sioux County (Nebraska)
Sioux County is een county in het uiterste noordwesten van de Amerikaanse staat Nebraska.
De county heeft een landoppervlakte van 5.352 km² en telt 1.475 inwoners (volkstelling 2000). De hoofdplaats is Harrison.

## Geografie

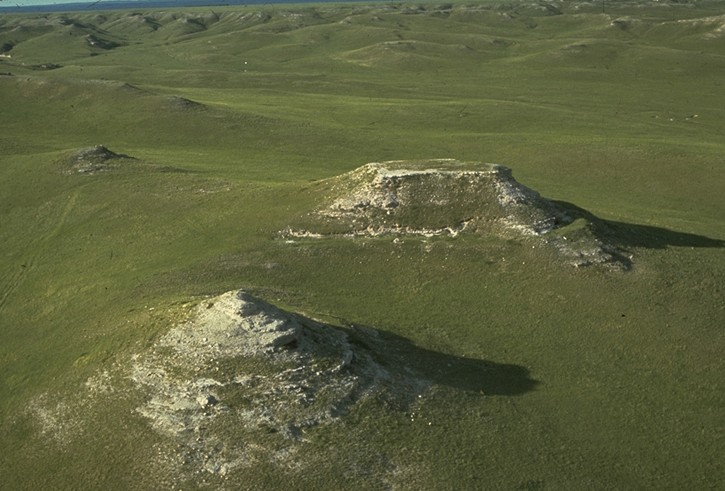
Agate Fossil Beds National Monument

Sioux wordt doorsneden door de Niobrara River. De county omvat onder meer het Agate Fossil Beds National Monument, het Nebraska National Forest (gedeeltelijk) en het Oglala National Grassland (gedeeltelijk).